# Plagiognathus flavoscutellatus
Plagiognathus flavoscutellatus är en insektsart som beskrevs av Knight 1923. Plagiognathus flavoscutellatus ingår i släktet Plagiognathus och familjen ängsskinnbaggar. Inga underarter finns listade i Catalogue of Life.